# Ahneby
Pour les articles homonymes, voir Aneby.
Ahneby (en danois: Åneby) est une municipalité allemande située dans le land du Schleswig-Holstein et dans l'arrondissement de Schleswig-Flensbourg. En 2015, sa population est de 196 habitants.